# La Cruz (Chihuahua)
La Cruz é um município do estado de Chihuahua, no México.